# Warren Snyder
Warren Snyder, né le 2 mars 1903 à Toronto et mort le 27 mars 1957 dans la même ville, est un rameur d'aviron canadien.

## Biographie
Il obtient un baccalauréat en sciences et un diplôme en médecine de l'Université de Toronto en 1924 et 1927 respectivement. Il s'installe ensuite dans le quartier de Mimico (en) de Toronto, où il travaille comme médecin jusqu'à sa retraite en 1957, peu de temps avant sa mort. Snyder était membre de Phi Delta Theta.

## Palmarès

### Jeux olympiques
- Paris 1924
  -  Médaille d'argent[2].